# 제리 음바코구
제리 우체 음바코구(영어: Jerry Uche Mbakogu, 1992년 10월 1일 ~ )는 나이지리아의 축구 선수이다. 현재 소속팀은 세리에 C에 속해 있는 팀인 AS 구비오 1910이며, 포지션은 스트라이커이다.